# Dagmar Kersten
Pour les articles homonymes, voir Kersten.
Dagmar Kersten, née le 28 octobre 1970 à Altdöbern, est une gymnaste artistique est-allemande.

## Palmarès

### Jeux olympiques
- Séoul 1988
  -  médaille d'argent aux barres asymétriques
  -  médaille de bronze au concours par équipes

### Championnats du monde
- Montréal 1985
  -  médaille d'argent aux barres asymétriques
  -  médaille de bronze au concours par équipes
  -  médaille de bronze au concours général individuel
  -  médaille de bronze au saut de cheval

### Championnats d'Europe
- Helsinki 1985
  -  médaille de bronze au saut de cheval